# 임피역
임피역(Impi station, 臨陂驛)은 장항선의 철도역이었다. 역 건물은 원형이 잘 보존되어 있어 건축적, 철도사적 가치가 큰 것으로 평가되어 등록문화재로 지정되었다.

## 개요
2008년 1월 1일부터 통근열차가 없어지고 서천 - 익산 구간을 운행하는 새마을호가 정차하게 되면서 이 역은 한국철도공사 역사상 최초로 정기편 새마을호가 정차하는 무인역이 되었으나, 서천 - 익산 새마을호가 폐지되고 극히 낮은 수요로 인해 동년 5월 1일부터 여객취급이 중지되었다.

## 역명 유래
통일신라 시대 경덕왕이 고사재라는 지명을 한자화하여 임피라 한데서 비롯하였다.

## 역사
- 1924년 6월 1일: 역원배치간이역으로 영업 개시
- 1930년 2월 26일: 소화물취급 개시[2]
- 1936년 11월 1일: 보통역으로 승격[3]
- 1936년 12월 1일: 역사 신축
- 1977년 5월 16일: 수소화물 취급중지[4]
- 1985년 7월 1일: 운전간이역으로 격하[5]
- 1995년 4월 1일: 배치간이역으로 격하[6]
- 2005년 9월 30일: 화물취급 중지
- 2005년 11월 11일: 임피역사 등록문화재로 지정
- 2006년 11월 1일: 역원무배치간이역으로 격하
- 2008년 1월 1일: 통근열차 운행 중지, 서천 - 익산 새마을호 열차 정차 (1일 2회)
- 2008년 5월 1일: 서천 - 익산 새마을호 운행 중지 관계로 여객 취급 중지
- 2020년 8월 13일 : 익산 ~ 대야 구간 개량 관계로 폐역[7]

## 구 역사

역사 (광장쪽)
역사 (선로쪽)
역사 (선로쪽)
역명판 (오산리 방면)
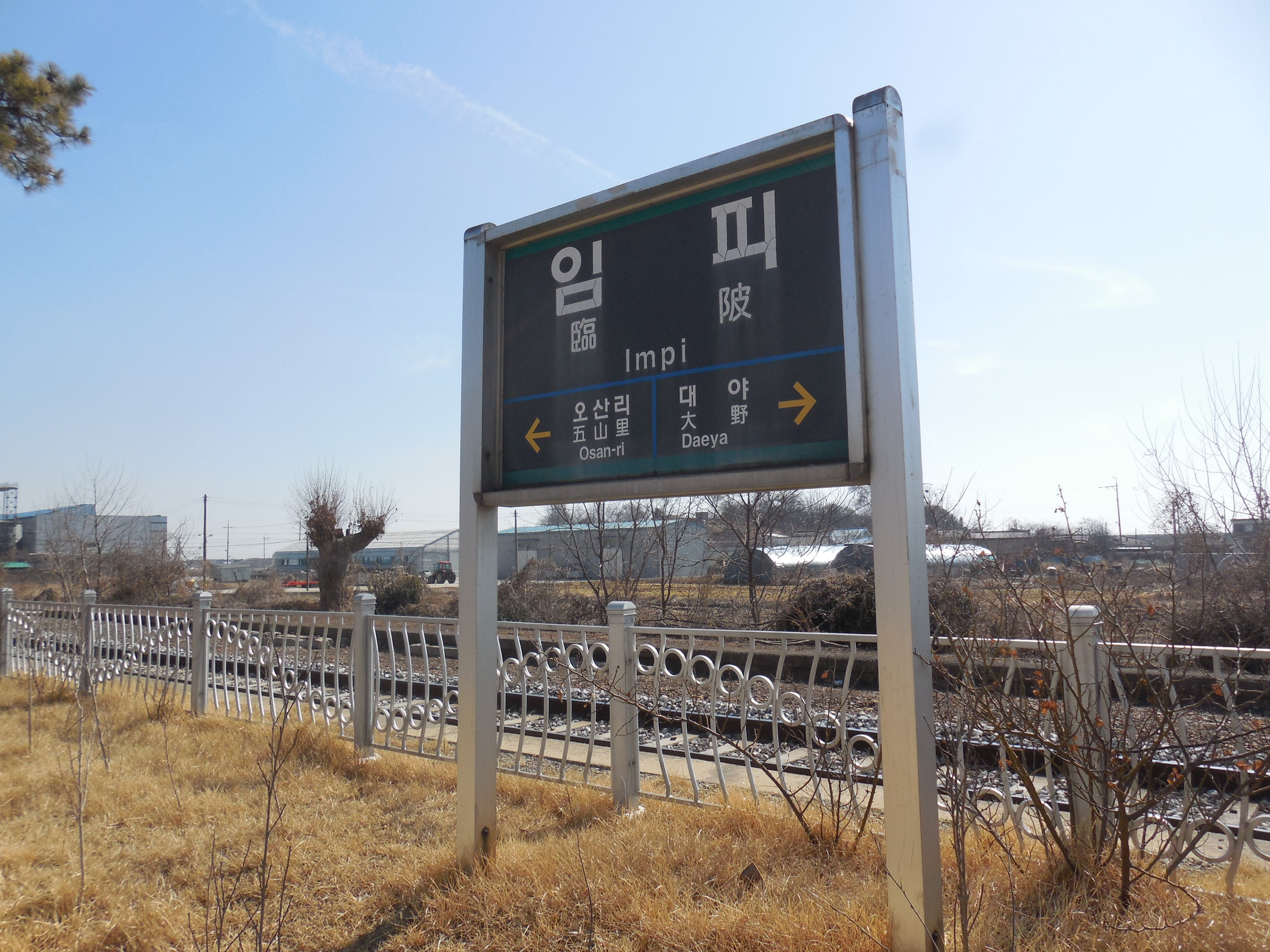
역명판 (대야 방면)
승강장

## 참고 자료
- 임피역 - 국가유산청 국가유산포털